# Sesto Papinio Allenio
Sesto Papinio Allenio (latino: Sextus Papinius Allenius; fl. I secolo) è stato un politico e console romano.

## Biografia
Allenio è noto per aver introdotto due frutti in Italia: la giuggiola (zizipha), che portò dalla Siria, e una varietà di melo (tuber), che aveva trovato in Africa. Secondo Plinio il Vecchio, Allenio aveva cresciuto le due piante nei suoi campi utilizzando la tecnica della margotta; aggiunge sul secondo tipo che il frutto è più simile a una bacca che a una mela, ma gli alberi sono una decorazione particolarmente bella per le terrazze .